# Кубок Ліхтенштейну з футболу 1954—1955
Кубок Ліхтенштейну з футболу 1954—1955 — 10-й розіграш кубкового футбольного турніру в Ліхтенштейні. Титул здобув Шан.

## 1/2 фіналу
| Команда 1 | Рахунок | Команда 2 |
| --------- | ------- | --------- |
| Вадуц     | 5–0     | Бальцерс  |
| Трізен    | 2–2 (ж) | Шан       |

## Фінал
| 4 вересня 1955 |

| Шан | 1–0 | Вадуц |
| --- | --- | ----- |
|     |     |       |

| Шан |